# Kladská madona
Kladská madona (Madona Kladská) je česká desková gotická malba z let 1343–1344, původně střední část většího křídlového oltáře. Donátorem oltáře byl arcibiskup Arnošt z Pardubic, který je zobrazen v levém dolním rohu.

## Historie obrazu
Oltář pro klášter augustiniánů v Kladsku (německy Glatz; polsky od roku 1945 Kłodzko) dal zhotovit před rokem 1350 jeho zakladatel, arcibiskup Arnošt z Pardubic, který v Kladsku strávil mládí a v tamním farním kostele byl jako dítě údajně svědkem zjevení Panny Marie. Jako arcibiskup byl zakladatelem mariánského kultu v českých zemích. Ve farním kostele Nanebevzetí Panny Marie v Kladsku je pohřben.

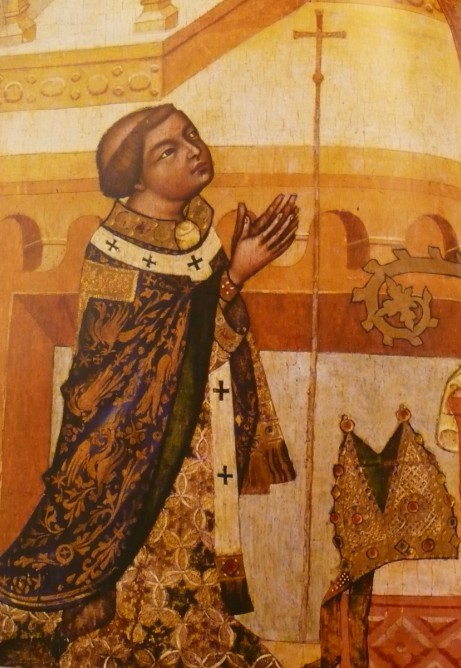
Detail: Arnošt z Pardubic

Původní křídlový oltář, ke kterému patřily další čtyři desky s malovanými výjevy ze života Krista (Narození Páně, Obřezání, Útěk do Egypta, Dvanáctiletý Kristus v Chrámu) viděl a popsal Bohuslav Balbín ve spisu Vita Venerabilis Arnesti primi archiepiscopi Pragensis (1664). Klášter po augustiniánech převzali jezuité a do roku 1618 zde byla jezuitská kolej. Za třicetileté války bylo Kladsko obléháno a poničeno, ale oltář zachránil purkrabí Johann Georg Semling a luteránský šlechtic Adrian von Eckersdorf. Po roce 1625 byl oltář chloubou místního farního kostela a v 19. století se nacházel v královském gymnasiu v Kladsku. Odtud obraz s trůnící Madonou koupilo roku 1902 berlínské Kaiser-Friedrich-Museum. V současnosti je v majetku Státního muzea Gemäldegalerie Berlin Berlin-Dahlem.

## Dílo
Monumentální obraz o velikosti 186 × 95 cm je namalován temperou na desce z topolového dřeva, potažené plátnem. Je dílem pocházejícím z okruhu Mistra vyšebrodského oltáře nebo jeho následovníka.
Motiv Trůnící Madony obklopené anděly, kompozice prostoru sjednoceného perspektivním ubíháním linií, snědý pigment pleti, neobvyklá velikost dítěte a záliba v drahocenných tkaninách má původ v severní Itálii, ale řada detailů naznačuje přímý vliv francouzský, zprostředkovaný Porýním. Jako archaické francouzské vzory, vyskytující se v české knižní malbě už počátkem 14. stol., se jeví zejména koruna s listy a bohatě řasená rouška Madony. Také architektura trůnu souvisí s francouzskými slonovinovými reliéfy.
S dílem Mistra vyšebrodského oltáře obraz spojuje měkká modelace obličejů a podoba Madony a andělů s deskami Klanění tří králů, Zvěstování, Zmrtvýchvstání a Oplakávání vyšebrodského cyklu. Existuje také analogie s Mosteckou madonou (hlava Krista).
Do stejného časového období patří také Madona z Veveří a Strahovská madona a do širšího okruhu, možná spojeného předchozím školením v dílně Mistra Klosterneuburského oltáře, také autor tzv. Kaufmannova Ukřižování.
Kladská madona vykazuje ve srovnání s vyšebrodským cyklem některé důležité inovace, zejména v perspektivní projekci trůnu a zvýraznění prostorové hloubky barevným odstupňováním ploch, modelaci vysokého reliéfu drapérií a v celkovém zlidštění a citové vroucnosti podání, od kterého se odvíjí celá typologie českých milostných Madon až do počátku 15. století.